# Lomtjärnen (Ytterhogdals socken, Hälsingland, 689259-145951)
Lomtjärnen är en sjö i Härjedalens kommun i Hälsingland och ingår i Ljusnans huvudavrinningsområde.